# تگیسشیلدیک
تگیسشیلدیک (انگلیسی: Tegisshildik) یک شهرک در استان قراغندی کشور قزاقستان است.